# جورج هانكوك
جورج هانكوك (بالإنجليزية: George Hancock)‏ هو محامي وسياسي أمريكي، ولد في 13 يونيو 1754 في الولايات المتحدة، وتوفي في 18 يوليو 1820 في نفس البلد. حزبياً، نشط في الحزب الفيدرالي الأمريكي. وقد انتخب عضو مجلس نواب الولايات المتحدة عن ولاية فرجينيا وانتخب عضو مجلس النواب الأمريكي.